# 昌兴站
昌興站（韓語：창흥역）是位于朝鮮民主主義人民共和國咸鏡南道咸興市的一個鐵路車站，屬於平羅線與昌兴线。

## 邻近车站
平羅線
咸興操車場 - 昌興站 - 興南站
昌兴线
昌興站 - 蓮興站